# امیدآباد (فارسان)
امیدآباد سراب روستایی در ۴۵ کیلومتری شمال غربی شهرکرد در ایران که در شهرستان فارسان واقع شده‌است. غار سراب در آن قرار دارد. جمعیت این روستا در سرشماری سال ۱۳۸۵، ۱۵۳ نفر در ۲۵ خانوار بوده‌است. ساکنان این روستا بختیاری هستند .
روستای امید آباد به واسطه ی رودخانه،کوه های زیبا و سر سبز و غار یکی از مناطق مورد پسند گردشگران بوده و با افتتاح سد غدیر که استارت احداثش از حدود سال ۱۳۸۴ بوده و تا به امروز ۱۴۰۲ هنوز به مرحله ی بهره برداری و آبگیری نرسیده است زیبایی این روستا دوچندان خواهد شد.
موسس روستای امید آباد امید فرزند کورا و نوه ی کمانروا بوده است که به همین دلیل نام روستا برگرفته از نام این عزیز بزرگوار بوده است و نام خانوادگی ساکنین روستا نیز امیدی،امیدی فر، فر امیدی،امیدوند به همین دلیل میباشد. 